# Mine du Mt Cattlin
La mine du Mt Cattlin ou mine du mont Cattlin est une mine à ciel ouvert de lithium située en Australie-Occidentale au nord de la ville de Ravensthorpe (en) . Elle est possédée par Galaxy Resources. Elle a été en activité de 2009 à 2012.